# Masahiro Nakai
Masahiro Nakai (japanska: 中居 正広?, Nakai Masahiro), född 18 augusti 1972, är en japansk musiker. Medlem i popbandet SMAP och en av två programledare för Utaban.